# Lyonetiidae
Lyonetiidae es una familia de lepidópteros ditrisios. Son insectos pequeños, delgados con envergadura de 1 cm o menos. Las alas anteriores son angostas, plegadas atrás cubriendo las alas posteriores y el abdomen. Los ápices o extremos a menudo son puntiagudos y con curvatura hacia arriba o abajo.
Las larvas son minadores de hojas (viven en el interior de las hojas y se alimentan de ellas) 
A veces se considera que la familia Bucculatricidae es una subfamilia de Lyonetiidae.

## Géneros
- Acanthocnemes
- Arctocoma
- Argyromis
- Atalopsycha
- Busckia
- Cateristis
- Chrysolytis
- Cladarodes
- Compsoschema
- Copobathra
- Crobylophora
- Daulocoma
- Diplothectis
- Erioptris
- Eulyonetia
- Exegetia
- Hierocrobyla
- Leioprora
- Leucoedemia
- Leucoptera
- Lyonetia
- Lyonetiola
- Micropostega
- Microthauma
- Orochion
- Otoptris
- Paraleucoptera
- Perileucoptera
- Petasobathra
- Philonome
- Phyllobrostis
- Pilotocoma
- Platacmaea
- Proleucoptera
- Prolyonetia
- Prytaneutis
- Stegommata